# Bandai Namco

Het logo van Bandai Namco.

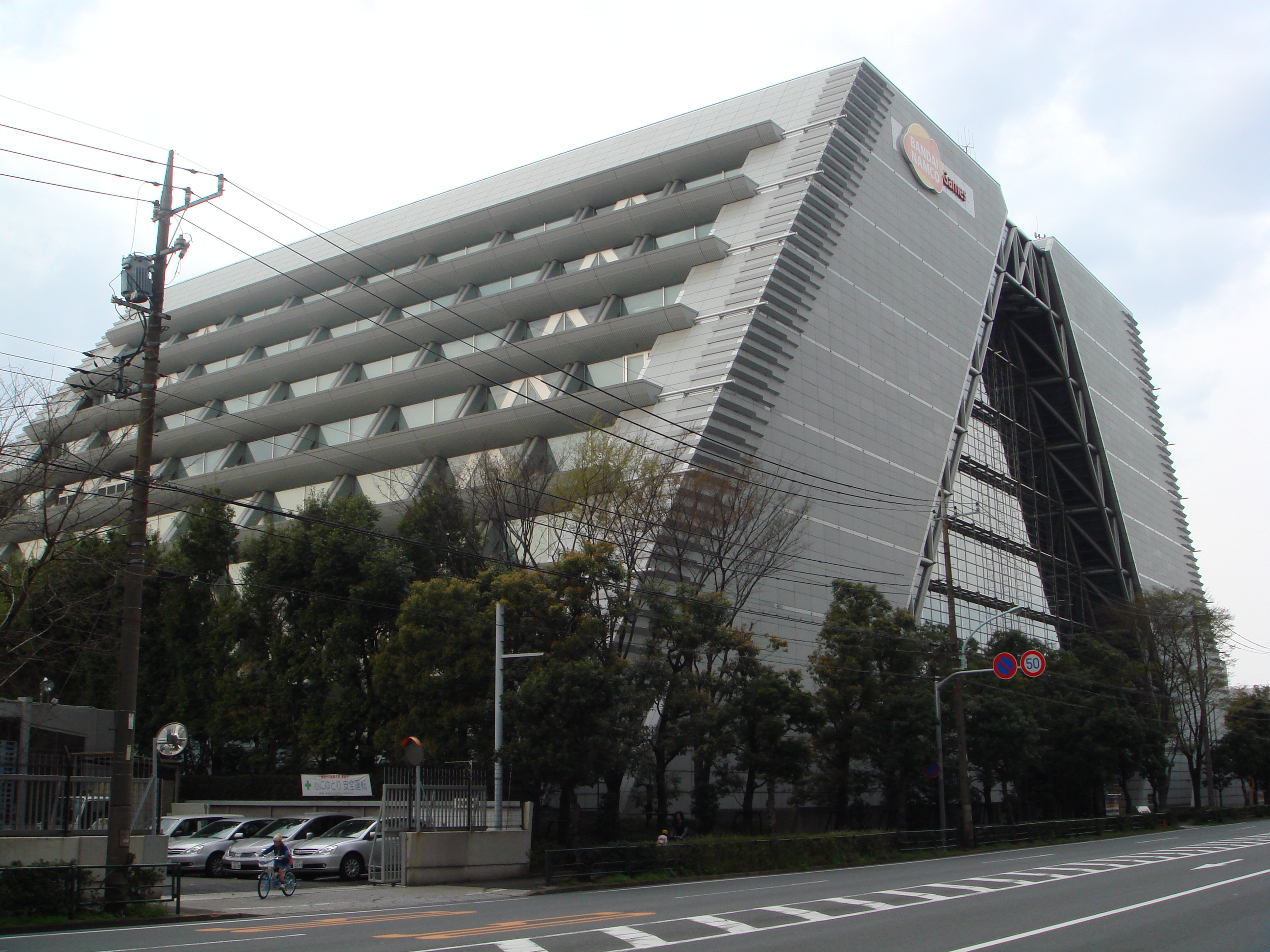
Het hoofdkantoor van Bandai Namco te Shinagawa, Tokio.

Bandai Namco Holdings, Inc. is de Japanse houdstermaatschappij van Bandai en Namco en werd opgericht op 23 september 2005. Formeel werd Namco overgenomen door Bandai maar beide ondernemingen blijven zelfstandig opereren en hebben evenveel invloed en stemrecht in de opgerichte houdstermaatschappij.
Bandai is de op twee na grootste speelgoedfabrikant ter wereld -na LEGO en Mattel- en is tevens eigenaar van de Japanse animatiestudio Sunrise. Namco is een Japanse computerspelontwikkelaar en is onder meer eigenaar van de eveneens computerspelontwikkelaars Banpresto en Namco Tales Studio.
In mei 2005 was Bandai Namco Holdings de op twee na grootste computerspelontwikkelaar uit Japan, na Nintendo en Sega Sammy Holdings. Het bedrijf werd in 2017 wereldwijd de grootste producent van speelgoed. In dat jaar had Bandai een totale omzet van 6,4 miljard dollar (ongeveer 5,9 miljard euro).